# Mistrzostwa Świata U-16 w Piłce Nożnej 1987
Mistrzostwa świata do lat 16 w piłce nożnej 1987 odbyły się w Kanadzie pomiędzy 12 a 25 lipca. Mecze w ramach turnieju odbywały się w 4 miastach: Montreal, St. John’s, Saint John oraz Toronto. Mogli w nim wziąć udział piłkarze urodzeni po 1 sierpnia 1970.

## Drużyny
| Kanada                   | Gospodarz                                                                   |
| Meksyk                   | 1 i 2 miejsce w Mistrzostwa Ameryki Północnej U-16 w piłce nożnej 1987      |
| Stany Zjednoczone        | 1 i 2 miejsce w Mistrzostwa Ameryki Północnej U-16 w piłce nożnej 1987      |
| Francja                  | 1, 2 i 3 miejsce w Mistrzostwa Europy U-16 w piłce nożnej 1987              |
| Włochy                   | 1, 2 i 3 miejsce w Mistrzostwa Europy U-16 w piłce nożnej 1987              |
| ZSRR                     | 1, 2 i 3 miejsce w Mistrzostwa Europy U-16 w piłce nożnej 1987              |
| Wybrzeże Kości Słoniowej | 1, 2 i 3 miejsce w Mistrzostwa Afryki U-16 w piłce nożnej 1987              |
| Egipt                    | 1, 2 i 3 miejsce w Mistrzostwa Afryki U-16 w piłce nożnej 1987              |
| Nigeria                  | 1, 2 i 3 miejsce w Mistrzostwa Afryki U-16 w piłce nożnej 1987              |
| Brazylia                 | 1, 2 i 3 miejsce w Mistrzostwa Ameryki Południowej U-16 w piłce nożnej 1987 |
| Boliwia                  | 1, 2 i 3 miejsce w Mistrzostwa Ameryki Południowej U-16 w piłce nożnej 1987 |
| Ekwador                  | 1, 2 i 3 miejsce w Mistrzostwa Ameryki Południowej U-16 w piłce nożnej 1987 |
| Korea Południowa         | 1, 2 i 3 miejsce w Mistrzostwa Azji U-16 w piłce nożnej 1987                |
| Katar                    | 1, 2 i 3 miejsce w Mistrzostwa Azji U-16 w piłce nożnej 1987                |
| Arabia Saudyjska         | 1, 2 i 3 miejsce w Mistrzostwa Azji U-16 w piłce nożnej 1987                |
| Australia                | zwycięzca kwalifikacji w strefie Oceanii                                    |

## Grupa A
| Zespół | Pkt | M | W | R | P | Br+ | Br− | +/− |
| ------ | --- | - | - | - | - | --- | --- | --- |
| Włochy | 5   | 3 | 2 | 1 | 0 | 5   | 1   | 4   |
| Katar  | 5   | 3 | 2 | 1 | 0 | 4   | 2   | 2   |
| Egipt  | 2   | 3 | 1 | 0 | 2 | 3   | 2   | 1   |
| Kanada | 0   | 3 | 0 | 0 | 3 | 1   | 8   | -7  |

| 12 lipca 1987 | Włochy · Marcello Melli 22' · Gianluca Pessotto 36' · Fabio Gallo 68' | 3 – 02 – 0(Report) | Kanada | Toronto Widzów: 13500 Sędzia: Arturo Brizio Carter |
|               |                                                                       |                    |        |                                                    |

| 12 lipca 1987 | Katar · Abdullah Hassan 21' | 1 – 0(Report) | Egipt | Toronto Widzów: 13500 Sędzia: David DiPlacido |
|               |                             |               |       |                                               |

| 14 lipca 1987 | Włochy · Massimiliano Cappellini 67' | 1 – 10 – 0(Report) | Katar · 76' Edrees Khairi | Toronto Widzów: 5200 Sędzia: Jorge Orellano |
|               |                                      |                    |                           |                                             |

| 14 lipca 1987 | Kanada | 0 – 30 – 1(Report) | Egipt · 14' Hany Hussain · 48' Gamal Musaed · 53' Mohamed Ramadan | Toronto Widzów: 5200 Sędzia: Kenneth Wallace |
|               |        |                    |                                                                   |                                              |

| 16 lipca 1987 | Włochy · Fabio Gallo 69' | 1 – 00 – 0(Report) | Egipt | Toronto Widzów: 6500 Sędzia: John Blankenstein |
|               |                          |                    |       |                                                |

| 16 lipca 1987 | Kanada · Guido Titotto 25' | 1 – 2(Report) | Katar · 3' Abdula Yousuf · 23' Rashid Suwaid | Toronto Widzów: 6500 Sędzia: Juan Ortube |
|               |                            |               |                                              |                                          |

## Grupa B
| Zespół                   | Pkt | M | W | R | P | Br+ | Br− | +/− |
| ------------------------ | --- | - | - | - | - | --- | --- | --- |
| Wybrzeże Kości Słoniowej | 5   | 3 | 2 | 1 | 0 | 3   | 1   | 2   |
| Korea Południowa         | 3   | 3 | 1 | 1 | 1 | 5   | 4   | 1   |
| Ekwador                  | 2   | 3 | 1 | 0 | 2 | 1   | 2   | -1  |
| Stany Zjednoczone        | 2   | 3 | 1 | 0 | 2 | 3   | 5   | -2  |

| 12 lipca 1987 | Wybrzeże Kości Słoniowej · Lama Dea 9' | 1 – 11 – 0(Report) | Korea Południowa · 53' Shin Tae-yong | St. John’s Widzów: 1000 Sędzia: Berny Ulloa Morera |
|               |                                        |                    |                                      |                                                    |

| 12 lipca 1987 | Stany Zjednoczone · Ben Crawley 47' | 1 – 00 – 0(Report) | Ekwador | St. John’s Widzów: 1000 Sędzia: Naji Jouini |
|               |                                     |                    |         |                                             |

| 14 lipca 1987 | Wybrzeże Kości Słoniowej · Michel Bassole 52' | 1 – 00 – 0(Report) | Stany Zjednoczone | St. John’s Widzów: 2200 Sędzia: Jassim Mandi |
|               |                                               |                    |                   |                                              |

| 14 lipca 1987 | Korea Południowa | 0 – 10 – 0(Report) | Ekwador · 47' Víctor Ramos | St. John’s Widzów: 2200 Sędzia: Itzhak Ben Itzhak |
|               |                  |                    |                            |                                                   |

| 16 lipca 1987 | Wybrzeże Kości Słoniowej · Moussa Traoré 68' | 1 – 00 – 0(Report) | Ekwador | St. John’s Widzów: 2250 Sędzia: Berny Ulloa Morera |
|               |                                              |                    |         |                                                    |

| 16 lipca 1987 | Korea Południowa · Noh Jung-yoon 25' · Shin Tae-yong 50' · Lee Tae-hong 65' · Kim In-wan 72' | 4 – 21 – 1(Report) | Stany Zjednoczone · 40' Steve Snow · 48' Chad Deering | St. John’s Widzów: 2250 Sędzia: Naji Jouini |
|               |                                                                                              |                    |                                                       |                                             |

## Grupa C
| Zespół           | Pkt | M | W | R | P | Br+ | Br− | +/− |
| ---------------- | --- | - | - | - | - | --- | --- | --- |
| Australia        | 4   | 3 | 2 | 0 | 1 | 3   | 4   | -1  |
| Francja          | 3   | 3 | 1 | 1 | 1 | 4   | 3   | 1   |
| Arabia Saudyjska | 3   | 3 | 1 | 1 | 1 | 2   | 1   | 1   |
| Brazylia         | 2   | 3 | 0 | 2 | 1 | 0   | 1   | -1  |

| 13 lipca 1987 | Brazylia | 0 – 0(Report) | Francja | Montreal Widzów: 5400 Sędzia: Lee Do-ha |
|               |          |               |         |                                         |

| 13 lipca 1987 | Arabia Saudyjska | 0 – 10 – 0(Report) | Australia · 71' Steven Horvat | Montreal Widzów: 5400 Sędzia: Antonio Evangelista |
|               |                  |                    |                               |                                                   |

| 15 lipca 1987 | Brazylia | 0 – 0(Report) | Arabia Saudyjska | Montreal Widzów: 4400 Sędzia: Alexey Spirin |
|               |          |               |                  |                                             |

| 15 lipca 1987 | Francja · Mickaël Debève 14' · Mickaël Debève 23' · David Rincon 24' · Mickaël Debève 31' | 4 – 14 – 0(Report) | Australia · 73' Steve Georgakis | Montreal Widzów: 4400 Sędzia: Simon Bantsimba |
|               |                                                                                           |                    |                                 |                                               |

| 17 lipca 1987 | Brazylia | 0 – 10 – 0(Report) | Australia · 74' Philip Richardson | Montreal Widzów: 5400 Sędzia: Lee Do-ha |
|               |          |                    |                                   |                                         |

| 17 lipca 1987 | Francja | 0 – 2(Report) | Arabia Saudyjska · 18' Turki Zayed · 34' Mohammed Shalgan | Montreal Widzów: 5400 Sędzia: Alexey Spirin |
|               |         |               |                                                           |                                             |

## Grupa D
| Zespół  | Pkt | M | W | R | P | Br+ | Br− | +/− |
| ------- | --- | - | - | - | - | --- | --- | --- |
| ZSRR    | 5   | 3 | 2 | 1 | 0 | 12  | 3   | 9   |
| Nigeria | 3   | 3 | 1 | 1 | 1 | 4   | 4   | 0   |
| Meksyk  | 3   | 3 | 1 | 1 | 1 | 3   | 9   | -6  |
| Boliwia | 1   | 3 | 0 | 1 | 2 | 6   | 9   | -3  |

| 12 lipca 1987 | ZSRR · Nikolai Rusin 61' | 1 – 10 – 0(Report) | Nigeria · 79' Albert Eke | Saint John Widzów: 2695 Sędzia: José Roberto Wright |
|               |                          |                    |                          |                                                     |

| 12 lipca 1987 | Meksyk · Daniel Landa 56' · Ramiro Romero 76' | 2 – 20 – 0(Report) | Boliwia · 50' Manuel Lobo · 53' Luis Cristaldo | Saint John Widzów: 2695 Sędzia: Mohamed Hafez |
|               |                                               |                    |                                                |                                               |

| 12 lipca 1987 | ZSRR · Ołeh Matwiejew 13' · Ołeh Matwiejew 25' · Jurij Nikiforow 31' · Anatolij Muszczynka 47' · Jurij Nikiforow 51' · Vladislav Kadyrov 64' · Serhij Beżenar 72-karny' | 7 – 03 – 0(Report) | Meksyk | Saint John Widzów: 2335 Sędzia: Kenneth Hope |
|               | |                    |        |                                              |

| 12 lipca 1987 | Nigeria · Philip Osundo 24' · Philip Osundo 66' · Philip Osundo 77' | 3 – 21 – 1(Report) | Boliwia · 26' Luis Cristaldo · 70' Herbert Arandia | Saint John Widzów: 2335 Sędzia: Ibrahim Al-Jassas |
|               |                                                                     |                    |                                                    |                                                   |

| 16 lipca 1987 | ZSRR · Jurij Nikiforow 28' · Serhij Beżenar 32-karny' · Arif Asadov 44' · Anatolij Muszczynka 50' | 4 – 22 – 0(Report) | Boliwia · 59-karny' Marcos Urquiza · 73' Marco Etcheverry | Saint John Widzów: 3300 Sędzia: Kenneth Hope |
|               |                                                                                                   |                    |                                                           |                                              |

| 16 lipca 1987 | Nigeria | 0 – 10 – 0(Report) | Meksyk · 55' Carlos Rivera | Saint John Widzów: 3300 Sędzia: José Roberto Wright |
|               |         |                    |                            |                                                     |

## Ćwierćfinał
| 19 lipca 1987 | Włochy · Massimiliano Cappellini 52' · Fabio Gallo 54' | 2 – 00 – 0(Report) | Korea Południowa | Toronto Widzów: 10400 Sędzia: Ken Wallace |
|               |                                                        |                    |                  |                                           |

| 19 lipca 1987 | Wybrzeże Kości Słoniowej · Michel Bassole 16' · Théophile Beda 52' · Moussa Traoré 66' | 3 – 01 – 0(Report) | Katar | Saint John Widzów: 1500 Sędzia: Berny Ulloa Morera |
|               |                                                                                        |                    |       |                                                    |

| 19 lipca 1987 | Australia | 0 – 10 – 0(Report) | Nigeria · 59' Christopher Nwosu | Montreal Widzów: 5200 Sędzia: Antonio Evangelista |
|               |           |                    |                                 |                                                   |

| 19 lipca 1987 | ZSRR · Sergei Arutyunian 40' · Sergei Arutyunian 60' · Jurij Nikiforow 76' | 3 – 21 – 0(Report) | Francja · 49' Gilles Adrian · 65' Stéphane Roche | St. John’s Widzów: 5000 Sędzia: José Roberto Wright |
|               |                                                                            |                    |                                                  |                                                     |

## Półfinał
| 22 lipca 1987 | Włochy | 0 – 10 – 0(Report) | Nigeria · 63' Christopher Nwosu | Toronto Widzów: 20000 Sędzia: John Blankenstein |
|               |        |                    |                                 |                                                 |

| 22 lipca 1987 | Wybrzeże Kości Słoniowej · Moussa Traoré 57' | 1 – 50 – 3(Report) | ZSRR · 1' Sergei Arutyunian · 10' Mirjalol Qosimov · 38' Sergei Arutyunian · 56' Mirjalol Qosimov · 77' Nikolai Rusin | Saint John Widzów: 2500 Sędzia: Arturo Brizio Carter |
|               |                                              |                    | |                                                      |

## Mecz o trzecie miejsce
| 24 lipca 1987 | Włochy · Carlo Bocchialini 57' | 1 – 20 – 1(Report) | Wybrzeże Kości Słoniowej · 17' Moussa Traoré · 96' Moussa Traoré | Saint John Widzów: 1000 Sędzia: Antonio Evangelista |
|               |                                |                    |                                                                  |                                                     |

## Finał
| 25 lipca 1987 | Nigeria · Philip Osondu 11' | 1 – 1 k. 2 – 41 – 1(Report) | ZSRR · 6' Jurij Nikiforow | Toronto Widzów: 15000 Sędzia: José Roberto Wright |
|               |                             |                             |                           |                                                   |

## Klasyfikacja strzelców
| Zespół                   | Zawodnik          | Gole |
| ------------------------ | ----------------- | ---- |
|                          | Jurij Nikiforow   | 5    |
| Wybrzeże Kości Słoniowej | Moussa Traoré     | 5    |
|                          | Sergei Arutyunian | 4    |
| Nigeria                  | Philip Osondu     | 4    |

## Inne
- ZSRR otrzymały nagrodę fair-play turnieju.